# Morena (piosenkarka)
Morena, właśc. Margerita Camilleri Fenech (ur. 7 marca 1984 w Sannacie) – maltańska piosenkarka.
Jej pseudonim artystyczny – „Morena” – w języku maltańskim oznacza brunetkę.

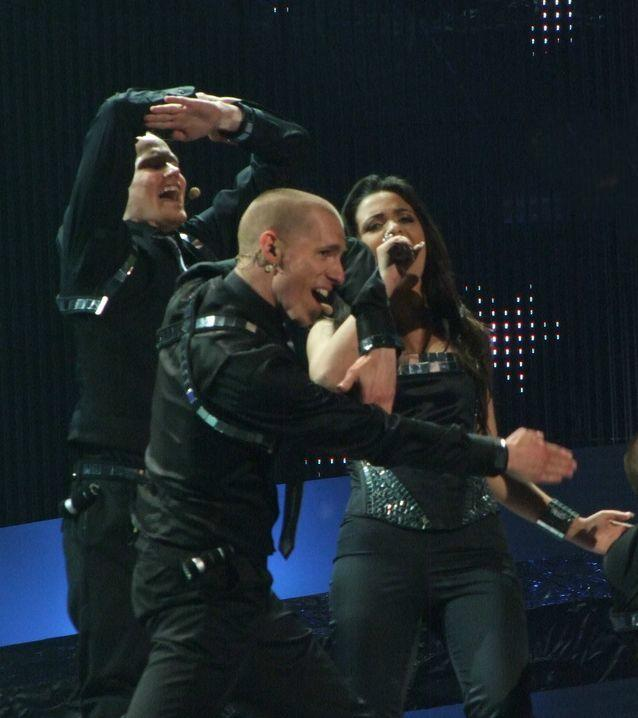
Morena podczas występu na Konkursie Piosenki Eurowizji (2008)

## Życiorys
W czasach szkolnych grała w wielu przedstawieniach. W wieku 18 lat została zaproszona do zespołu Spectrum i została jego liderką. Była zwyciężczynią wielu krajowych festiwali, m.in. Festiwalu Kanzunetta Maltija (malt. Festival Kanzunetta Maltija) oraz została uhonorowana nagrodą Palma Tad-Deheb (Nagroda Złotej Palmy). W 2006 z utworem „Time”, nagranym z Paulem Giordimainą, zajęła dziewiąte miejsce na festiwalu Malta Song for Europe. W 2008 z utworem „Vodka” zwyciężyła w kolejnej edycji programu Malta Song for Europe i, reprezentując Maltę, zajęła 14. miejsce w półfinale 53. Konkursu Piosenki Eurowizji.

## Życie prywatne
W 2008 wyszła za Marvina Fenecha. Ma siostrę Giorginę Gauci, która jest sopranistką.